# Eusebiu Diaconu
Eusebiu Diaconu (* 16. März 1981 in Bacău, Kreis Bacău) ist ein rumänischer Ringer. Er war Europameister 2007 im griechisch-römischen Stil im Federgewicht.

## Werdegang
Eusebiu Diaconu begann in seiner Heimatstadt Bacău beim Sportclub Municipal Bacău mit dem Ringen. Er wurde bzw. wird dabei von Gheorghe Mocanu und Ion Butucaru trainiert und bevorzugt den griechisch-römischen Stil. "Sebi", wie sein Spitzname lautet, wiegt normalerweise bei einer Größe von 1,69 Metern über 65 kg, trainiert aber zu den internationalen Meisterschaften in das Federgewicht (Gewichtsklasse bis 60 kg Körpergewicht) ab. Er ist Angehöriger der Polizei. Abwerbungsversuchen des Sportclubs Dinamo Bukarest und des griechischen Ringerverbandes hat er stets widerstanden. 2003 wurde er zum Verdienten Meister des Sports ernannt und im Jahre 2006 erhielt er sogar die Ehrenbürgerwürde von Bacau.
Eusebiu Diaconu ist auch in den deutschen Ringerkreisen gut bekannt, weil er schon seit 2005 in der deutschen Bundesliga für den VfK Schifferstadt bzw. den 1. Luckenwalder SC rang bzw. ringt.
Die internationale Karriere von Eusebiu Diaconu begann im Jahre 1999. In diesem Jahr gewann er bei der Junioren-Europameisterschaft (Juniors) in Sofia im Fliegengewicht eine Bronzemedaille. Dieser Medaille folgte in den Jahren 2000 und 2001 der Gewinn von drei weiteren Medaillen bei internationalen Junioren-Meisterschaften. Dabei wurde er 2000 in Nantes und 2001 in Taschkent im Bantam- bzw. Federgewicht jeweils Junioren-Vizeweltmeister.
Nach dem Wechsel in die Seniorenklasse musste er bei den nächsten Meisterschaften erst Lehrgeld bezahlen. Bei der Weltmeisterschaft 2001 in Patras belegte er im Federgewicht z. B. nach Niederlagen gegen Juri Kohl aus Deutschland und Akaki Chachua aus Georgien nur den 27. Platz. In den folgenden Jahren kämpfte er sich aber immer weiter nach vorne und gewann bei der Weltmeisterschaft 2003 in Créteil im Federgewicht mit der Bronzemedaille seine erste Medaille bei den Senioren. Im entscheidenden Kampf um diese Medaille besiegte er dabei den US-Amerikaner James Gruenwald.
Im Jahre 2004 qualifizierte er sich auch für die Teilnahme an den Olympischen Spielen in Athen. Er kam dort zu Siegen über Hugo Passos da Silva aus Portugal und James Gruenwald, unterlag aber im Viertelfinale gegen Jung Ji-hyun aus Südkorea, womit er den 7. Platz belegte.
Im Jahre 2005 wurde er in Warna mit Siegen über Alexei Schewzow aus Russland, Hugo Passos da Silva, Iwan Alexandrow, Bulgarien u. Juri Kohl u. einer Finalniederlage gegen Vitali Rəhimov aus Aserbaidschan Vize-Europameister. Und auch bei der Weltmeisterschaft dieses Jahres in Budapest schnitt er hervorragend ab, denn er gewann mit seinem Sieg im entscheidenden Kampf gegen Vahan Juharjan aus Armenien die WM-Bronzemedaille.
Überraschenderweise erlitt er bei der Europameisterschaft 2006 in Moskau einen Rückschlag, denn er verlor dort in seinem ersten Kampf gegen Petr Švehla aus Tschechien und landete auf dem 17. Platz. Bei der Weltmeisterschaft 2006 in Guangzhou/China erreichte er mit drei Siegen bei zwei Niederlagen einen guten 5. Platz.
Den größten Erfolg seiner Laufbahn erzielte Eusebiu Diaconu bei der Europameisterschaft 2007 in Sofia. Er wurde dort im Federgewicht mit Siegen über Hugo Passos da Silva, Jarkko Ala-Huikku, Finnland, Tomasz Swierk, Polen, Emil Milew, Bulgarien und Stig André Berge, Norwegen, neuer Europameister. Auch bei der Weltmeisterschaft 2007 in Baku schnitt er hervorragend ab. Er unterlag dort zwar im Halbfinale gegen Dawit Bedinadse aus Georgien, gewann aber mit einem Sieg über Jarkko Ala-Huikku eine weitere Bronzemedaille.
Mit diesem Medaillengewinn hatte er sich auch die Startberechtigung bei den Olympischen Spielen 2008 in Peking erkämpft. Dort gewann er im Federgewicht gegen Ashraf Melegy El Garably, Ägypten, unterlag dann aber gegen Vitali Rəhimov mit 1:2 Runden, wobei er mit 6:5 sogar mehr technische Punkte erzielt hatte, als Rahimow. In der Trostrunde musste er dann von dem Chinesen Sheng Jiang eine weitere knappe Punktniederlage (1:2 Runden, 5:8 techn. Punkte) hinnehmen, womit er ausschied und den 8. Platz belegte. Im rumänischen Ringerlager war man allerdings der Meinung, dass Eusebiu Diaconu vom Kampfgericht in diesem Kampf benachteiligt worden war. Später wurde Rəhimov wegen Doping disqualifiziert und Diaconu auf den siebten Platz gewertet.
Im Jahre 2009 gewann er dann bei der Europameisterschaft in Vilnius im Federgewicht mit dem 3. Platz eine weitere Medaille. Er verlor dort gegen den Olympiasieger Islambek Albijew aus Russland und siegte im Kampf um die Bronzemedaille über Davor Štefanek aus Serbien.

## Internationale Erfolge
| Jahr | Platz | Wettbewerbe                              | Gewichtsklasse | |
| 1999 | 3.    | Junioren-EM (Juniors) in Budapest        | Fliegen        | hinter Irakli Chochua, Georgien u. Hugo Passos da Silva, Portugal |
| 2000 | 3.    | Junioren-EM (Juniors) in Sofia           | Bantam         | hinter Wladimir Ljubimow, Russland u. Artjom Pogosjan, Georgien |
| 2000 | 2.    | Junioren-WM (Juniors) in Nantes          | Bantam         | hinter Iwan Alexandrow, Bulgarien, vor Jarkko Ala-Huikku, Finnland u. Vahid Ghaffari, Iran |
| 2001 | 2.    | Junioren-WM (Juniors) in Taschkent       | Bantam         | hinter Seref Tüfenk, Türkei, vor Oleksandr Chwoschtsch, Ukraine u. Golamreza Seyed, Iran |
| 2001 | 27.   | WM in Patras                             | Feder          | nach Niederlagen gegen Juri Kohl, Deutschland u. Akaki Chachua, Georgien |
| 2002 | 7.    | EM in Seinäjoki/Finnland                 | Feder          | mit Siegen über Waldemars Venckaitis, Litauen u. Lascha Lomadse, Georgien u. einer Niederlage gegen Djamel Ainaoui, Frankreich                                                                             |
| 2002 | 6.    | Großer Preis von Deutschland in Dortmund | Feder          | Sieger: Roberto Monzón, Kuba vor Aschledin Chudaiberdijew, Russland |
| 2002 | 9.    | WM in Moskau                             | Feder          | mit Siegen über Luis Liendo, Venezuela u. Petr Švehla, Tschechien u. einer Niederlage gegen Akaki Chachua                                                                                                  |
| 2003 | 9.    | EM in Belgrad                            | Feder          | nach Niederlage gegen Djamel Ainaoui u. Sieg über Arash Rayhaniasl, Niederlande |
| 2003 | 3.    | WM in Créteil                            | Feder          | mit Siegen über Riccardo Magri, Italien, Joaquim Martinez Abellan, Spanien, Kang Kyung-il, Südkorea u. Emik Bunjamin, Türkei, einer Niederlage gegen Roberto Monzón u. einem Sieg über James Grünwald, USA |
| 2004 | 9.    | EM in Haparanda                          | Feder          | nach Niederlage gegen Vahan Juharjan, Armenien u. Sieg über Alexei Djakonow, Litauen |
| 2004 | 7.    | OS in Athen                              | Feder          | mit Siegen über Hugo Passos da Silva u. James Grünwald u. einer Niederlage gegen Jung Ju-hyung, Südkorea                                                                                                   |
| 2005 | 1.    | "Gedza"-International in Belgrad         | Feder          | vor Tamás Lőrincz, Ungarn, Aslen Abdulin, Russland u. Ionuț Panait, Rumänien |
| 2005 | 2.    | EM in Warna                              | Feder          | mit Siegen über Alexei Schwezow, Russland, Hugo Passos da Silva, Iwan Alexandrow u. Juri Kohl u. einer Niederlage gegen Vitali Rəhimov, Aserbaidschan                                                      |
| 2005 | 3.    | WM in Budapest                           | Feder          | mit Siegen über Ravinder Singh, Indien, Davor Štefanek, Serbien u. Makoto Sasamoto, Japan, einer Niederlage gegen Ali Ashkani Agboloag, Iran u. einem Sieg über Vahan Juharjan, Armenien                   |
| 2006 | 17.   | EM in Moskau                             | Feder          | nach einer Niederlage gegen Petr Švehla |
| 2006 | 2.    | Golden Grand Prix in Baku                | Feder          | hinter Ali Ashkani Agboloag, vor Fuad Alijew, Aserbaidschan u. Makoto Sasamoto |
| 2006 | 5.    | WM in Guangzhou/China                    | Feder          | mit Siegen über Stig André Berge, Norwegen, Håkan Nyblom, Dänemark u. Roberto Monzon u. Niederlagen gegen Joseph Warren, USA u. Wjatscheslaw Dschaste, Russland                                            |
| 2007 | 1.    | "Ion-Cornianu"-Memorial in Brașov        | Feder          | vor Dawit Bedinadse, Georgien, Aslen Abdulin, Russland u. Laszlo Kliment, Ungarn |
| 2007 | 2.    | Grand Prix von Ungarn in Szombathely     | Feder          | hinter Kim Gun-hei, Südkorea, vor Maxim Karpow, Russland u. Suren Geworkjan, Ukraine |
| 2007 | 1.    | EM in Sofia                              | Feder          | mit Siegen über Hugo Passos da Silva, Jarkko Ala-Huikku, Finnland, Tomasz Swierk, Polen, Emil Milew, Bulgarien u. Stig André Berge, Norwegen                                                               |
| 2007 | 3.    | WM in Baku                               | Feder          | mit Siegen über Eric Buisson, Frankreich, Suren Geworkjan, Davor Štefanek u. Nurbakyt Tengisbajew, Kasachstan, einer Niederlage gegen Dawit Bedinadse, Georgien u. einem Sieg über Jarkko Ala-Huikku       |
| 2008 | 7.    | OS in Peking                             | Feder          | mit einem Sieg über Ashraf Meligy El Garably, Ägypten u. Niederlagen gegen Witali Rachimow, Aserbaidschan u. Sheng Jiang, China                                                                            |
| 2009 | 3.    | Grand Prix von Ungarn in Szombathely     | Feder          | hinter Rövşən Bayramov, Aserbaidschan u. Joe Betterman, USA, gemeinsam mit Yasoyuki Tanioka, Japan |
| 2009 | 3.    | EM in Vilnius                            | Feder          | mit einem Sieg über Petr Švehla, einer Niederlage gegen Islambek Albijew, Russland u. Siegen über Artak Harutjunjan, Armenien u. Davor Štefanek                                                            |

## Erläuterungen
- alle Wettbewerbe im griechisch-römischen Stil
- Fliegengewicht, bis 2001 bis 54 kg, Bantamgewicht bis 2001 bis 58 kg und Federgewicht bis 2001 bis 63 kg Körpergewicht, Federgewicht seit 2002 bis 60 kg Körpergewicht
- OS = Olympische Spiele, WM = Weltmeisterschaft, EM = Europameisterschaft